# Maroni
Maroni (nizozemsky Marowijne, surinamsky Marwina-liba) je řeka v Jižní Americe, převážně tvoří státní hranici mezi Surinamem a Francouzskou Guyanou, která je zámořským departementem Francie a součástí Evropské unie. Je dlouhá 680 km. Povodí má rozlohu 65 830 km², z čehož připadá 37 500 km² na Surinam, 27 200 km² na Francii a 200 km² na Brazílii.
Podle řeky se jmenuje obec Saint-Laurent-du-Maroni, kanton Saint-Laurent-du-Maroni a arrondissement Saint-Laurent-du-Maroni.

## Průběh toku
Pramení v resortu Tapanahoni, na severních svazích pohoří Serra Tumucumaci v Guyanské vysočině v Surinamu. Ústí mezi resortem Galibi v Surinamu a obcí Awala-Yalimapo ve Francouzské Guyaně do Atlantského oceánu, přičemž vytváří estuár. Na řece se nachází velmi mnoho peřejí.

## Využití
Na dolním toku je možná vodní doprava k městu Apatou. Protéká v Surinamu resorty Tapanahoni, Patamacca, Moengotapoe, Albina, Galibi a ve Francouzské Guyaně obcemi Maripasoula, Papaichton, Grand-Santi, Apatou, Saint-Laurent-du-Maroni, Mana a Awala-Yalimapo